# Аверьянов, Иван Лукич
Ива́н Луки́ч Аверья́нов (20 сентября 1924, Иркутская область — 30 августа 1987, Иркутская область) — командир отделения 994-го стрелкового полка 286-й стрелковой дивизии 21-й армии 1-го Украинского фронта, старший сержант.

## Биография
Родился 20 сентября 1924 года в городе Тулун Иркутской области. Окончил 7 классов.
В Красную Армию призван Заларинским районным военкоматом в 1941 году. Проходил службу в Забайкалье.
Участник Великой Отечественной войны с декабря 1941 года. Сражался на Ленинградском и 1-м Украинском фронтах. Принимал участие в обороне Ленинграда, в освобождении Польши, в боях на территории Восточной Пруссии.
Командир отделения 994-го стрелкового полка младший сержант Иван Аверьянов 15 июня 1944 года у посёлка Лебяжье Выборгского района Ленинградской области поднял бойцов отделения в атаку, ворвался в расположение противника. Под его командой воины забросали гранатами вражеских солдат, захватили танк «тигр», противотанковую пушку. Лично Иван Аверьянов уничтожил в рукопашной схватке двоих противников. За мужество и отвагу, проявленные в боях, младший сержант Аверьянов Иван Лукич 19 июня 1944 года награждён орденом Славы 3-й степени.
В составе группы бойцов Иван Аверьянов 22 июня 1944 года в районе железнодорожной станции Тали Ленинградской области проник в тыл противника, подорвал дот и истребил семерых вражеских солдат. За мужество и отвагу, проявленные в боях, младший сержант Аверьянов Иван Лукич 28 сентября 1944 года награждён орденом Славы 2-й степени.
Командуя отделением старший сержант Иван Аверьянов 24 января 1945 года из пулемета близ города Явожно отбил две контратаки врага, истребил свыше десяти вражеских солдат. В боях 17 февраля 1945 года за населенный пункт Ульче отразил несколько контратак, уничтожив немало живой силы противника.
Указом Президиума Верховного Совета СССР от 27 июня 1945 года за образцовое выполнение заданий командования в боях с немецко-вражескими захватчиками старший сержант Аверьянов Иван Лукич награждён орденом Славы 1-й степени, став полным кавалером ордена Славы.
Войну окончил в столице Чехословакии — городе Праге. В составе сводного полка Ленинградского фронта принимал участие в историческом Параде Победы 24 июня 1945 года в Москве на Красной площади.
В 1945 году И. Л. Аверьянов демобилизован из Вооружённых Сил СССР. Жил в городе Усолье-Сибирское Иркутской области. Скончался 30 августа 1987 года.
Награждён орденом орденом Отечественной войны I степени, орденами Славы трёх степеней, медалями.
В 2006 году, накануне 61-й годовщины Великой Победы, в городе Усолье-Сибирское на доме № 126 по Комсомольскому проспекту, в котором с 1975 года по 1987 год жил И. Л. Аверьянов, установлена мемориальная доска.